# Wyciskanie

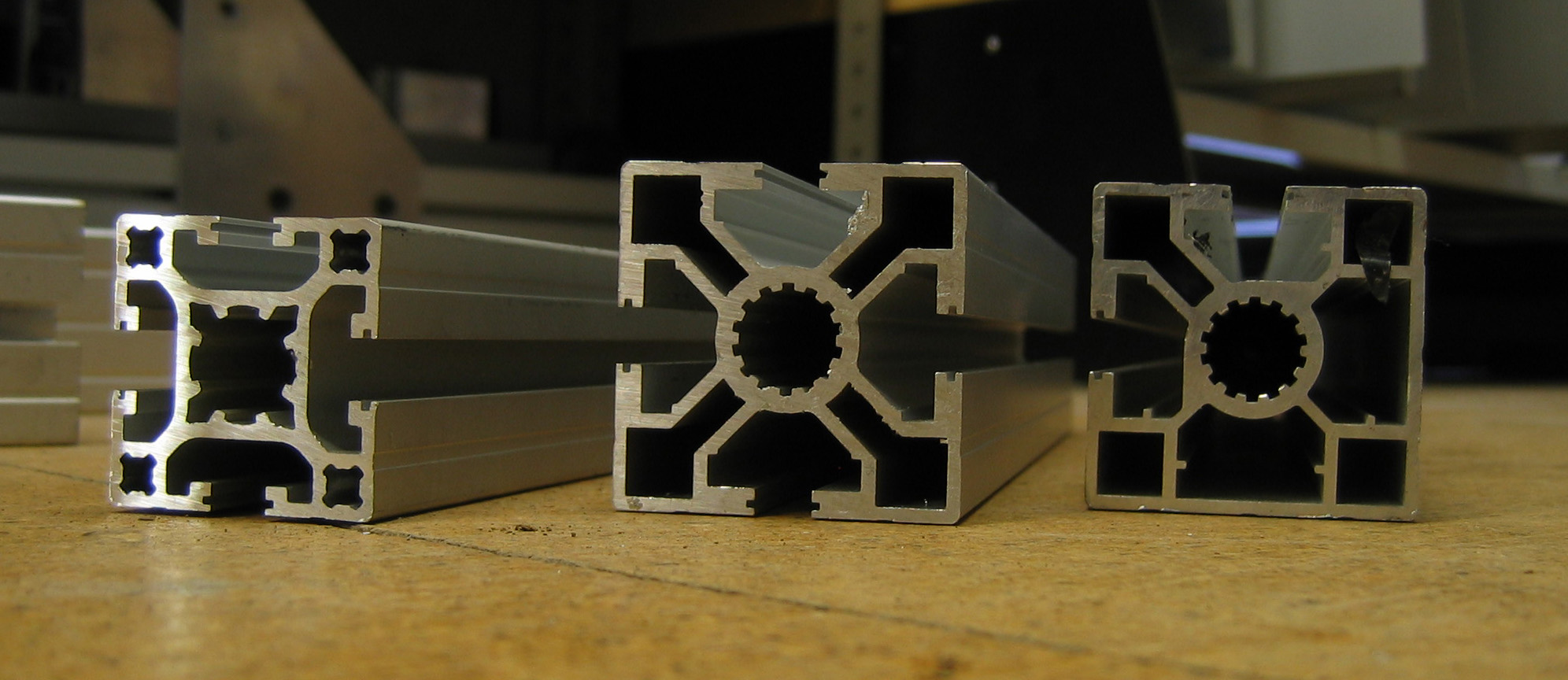
Przykłady kształtowników aluminiowych otrzymanych metodą wyciskania

Wyciskanie – rodzaj obróbki plastycznej metali. Materiał pod naciskiem stempla wypływa przez otwór lub otwory w narzędziu albo przez szczeliny utworzone przez narzędzia.

## Procesy wyciskania
Podczas wyciskania materiał umieszczony w pojemniku lub matrycy i poddany naciskowi stempla (lub tłoczyska – poprzez przekładkę, zwaną także przetłoczką, względnie płytą naciskową) wypływa przez otwór matrycy lub szczelinę między stemplem a matrycą, doznając wydłużenia kosztem zmniejszenia przekroju poprzecznego. Stan naprężenia w przeważającej części obszaru uplastycznionego jest trójosiowym nierównomiernym ściskaniem. Możliwe są więc duże odkształcenia plastyczne bez naruszenia spójności materiału (maksymalne współczynniki wydłużenia są rzędu 300, średnie około 50). Jest to główna zaleta procesów wyciskania. Duże odkształcenia wymagają dużych sił. Głównym ograniczeniem wielkości odkształceń możliwych do uzyskania w jednej operacji wyciskania nie jest zjawisko dekohezji materiału (jak w wielu innych procesach), lecz wytrzymałość narzędzi.
Przy dużych odkształceniach stosuje się wyciskanie na gorąco, gdyż podczas wyciskania na zimno siły są tak znaczne, że narzędzia nie wytrzymują obciążeń. Duże odkształcenia mogą być zrealizowane na zimno tylko dla materiałów miękkich (na przykład czystego aluminium).

## Rodzaje procesów wyciskania
- współbieżne – gdy zwroty wektorów prędkości stempla i materiału wypływającego przez otwór w matrycy są zgodne
- przeciwbieżne – gdy zwroty wektorów prędkości stempla i materiału wypływającego przez otwór w matrycy lub szczelinę między stemplem i matrycą są przeciwne
- z bocznym (poprzecznym, promieniowym) wypływem materiału – gdy matryca lub matryce znajdują się w bocznych ścianach pojemnika albo materiał wpływa do szczelin matrycy w kierunku poprzecznym (prostopadle do kierunku ruchu stempla)
- złożone – gdy materiał równocześnie wypływa z matrycy zgodnie i przeciwnie do ruchu stempla
- wyciskanie hydrostatyczne – z ruchomym pojemnikiem, bez pojemnika i inne (na przykład wyciskanie osłon kabli, wyciskanie proszków metali).